# Симон Слуга
Симон Слуга (хорв. Simon Sluga, нар. 17 березня 1993, Пореч) — хорватський футболіст, воротар болгарського клубу «Лудогорець» та національної збірної Хорватії.

## Клубна кар'єра
Народився 17 березня 1993 року в місті Пореч. Розпочав займатись футболом у команді «Ядран» з рідного міста. Згодом недовго перебував в академії столичного «Динамо», з якої потрапив до «Рієки». З 2011 року здавався в оренду в італійські команди «Ювентус» та «Верона», але там грав лише за юнацькі команди.
Влітку 2013 року був відданий на сезон в оренду в клуб другого хорватського дивізіону «Помораць», в якому і дебютував а дорослому рівні, взявши участь у 31 матчі чемпіонату. Після цього у серпні 2014 року він був відданий в оренду клубу Першої ліги «Локомотива», за яку 19 вересня дебютував на елітному дивізіоні, вийшовши в основному складі «Локомотиви» в домашньому поєдинку проти «Задара» (0:1)

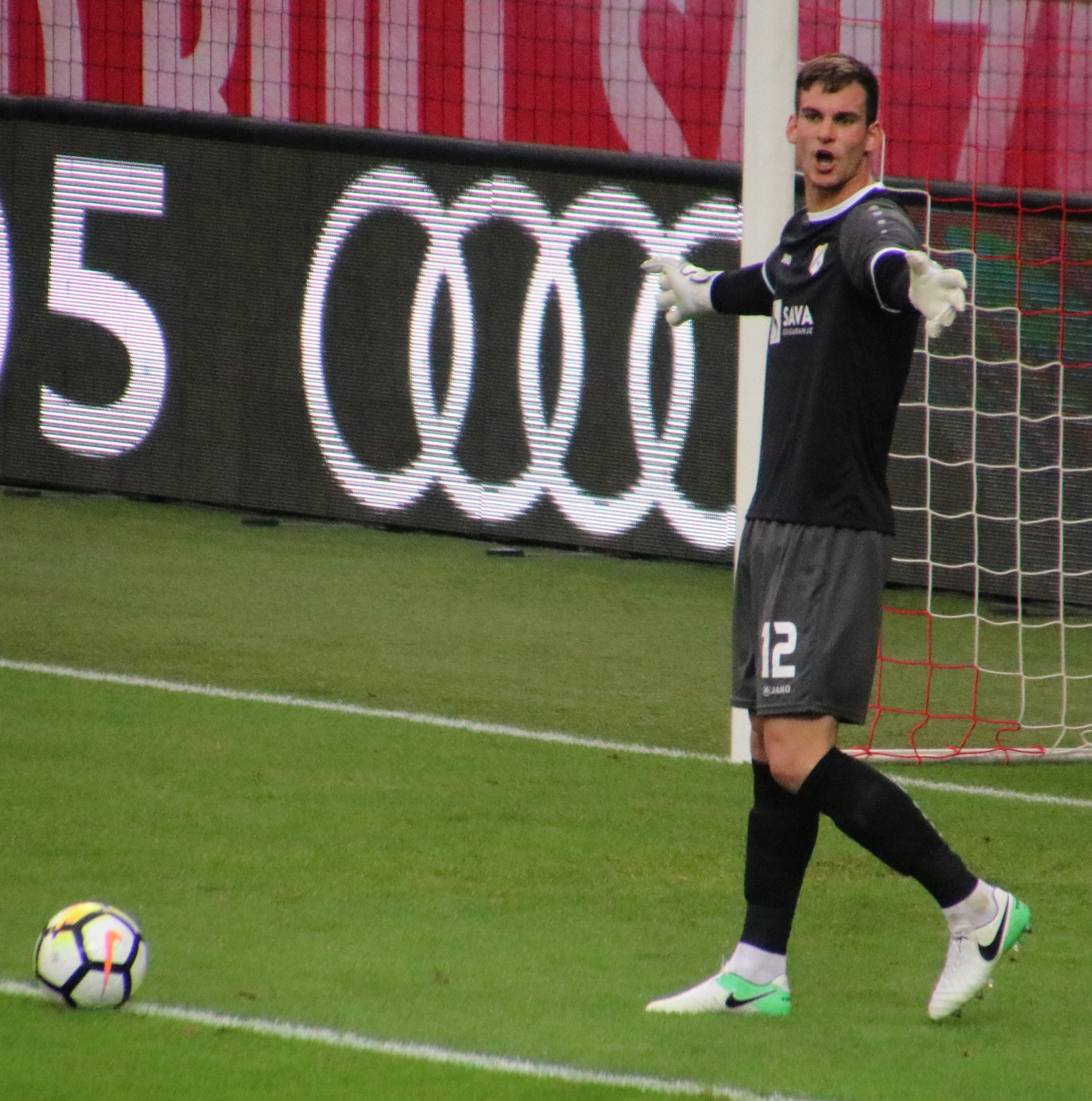
Симон Слуга під час виступів за «Рієку». 2017 рік.

Влітку 2015 року Слуга повернувся до «Рієки» після закінчення оренди й дебютував за рідну команду 19 липня 2015 року в матчі чемпіонату проти «Славен Белупо» (3:3). Зігравши ще по одному матчі в чемпіонаті та Лізі Європи, вже у серпні 2015 року він був відданий в оренду в клуб італійської Серії Б «Спеція», але так і не зіграв в жодному офіційному матчі за неї, будучи дублером досвідченого аргентинця Леандро Чічісоли.
Повернувшись 2016 року в «Рієку», Слуга спочатку програв конкуренцію Андрею Прскало, зігравши в сезоні 2016/17 за клуб лише дві гри у кубку країни, в той час, як команда здобула перший у своїй історії «золотий дубль». Втім у наступному сезоні Симон зумів витіснити Прскало і стати основним голкіпером команди, яким залишався у двох наступних розіграшах і в другому з них у 20919 році допоміг команді ще раз виграти Кубок Хорватії. Всього за кар'єру він провів 86 матчів за «Рієку» в усіх турнірах.
19 липня 2019 року Слуга перейшов у клуб англійського Чемпіоншипу «Лутон Таун», який заплатив за гравця рекордні для себе 1,5 млн євро, побивши рекорд, який тримався з 1989 року, коли був придбаний Ларс Ельструп. 2 серпня 2019 року Слуга дебютував за «Лутон» у грі проти «Міддлсбро» (3:3) і відразу став основним воротарем англійського клубу. Станом на 2022 рік відіграв за команду з Лутона 91 матч у національному чемпіонаті.
31 січня 2022 року перейшов до складу «Лудогорця». Перший матч провів у гостях проти «Ботева» з рахунком 1:2.

## Виступи за збірні
2009 року дебютував у складі юнацької збірної Хорватії (U-17). З командою до 19 років Слуга поїхав на юнацький чемпіонат Європи 2012 року в Естонії, де зіграв у всіх трьох матчах, але його команда посіла третє місце у групі й не вийшла до плей-оф. Однак цей результат дозволив хорватам кваліфікуватись на молодіжний чемпіонат світу 2013 року в Туреччині. Там Слуга був дублером Олівера Зеленики і зіграв лише в одному матчі проти Нової Зеландії (2:1), а хорвати дійшли до 1/8 фіналу турніру. Загалом на юнацькому рівні взяв участь у 24 іграх.
З 2012 року залучався до складу молодіжної збірної Хорватії. На молодіжному рівні зіграв у 3 офіційних матчах і пропустив 9 голів.
11 червня 2019 року дебютував в офіційних матчах у складі національної збірної Хорватії в товариській грі проти Тунісу (1:2), відігравши увесь матч.
У травні 2021 року Слуга був включений до заявки збірної на чемпіонат Європи 2020 року.

## Титули і досягнення
- Чемпіон Хорватії (1):

«Рієка»: 2016–17
- Володар Кубка Хорватії (2):

«Рієка»: 2016–17, 2018–19
- Чемпіон Болгарії (3):

«Лудогорець»: 2021–22, 2022–23, 2023–24
- Володар Суперкубка Болгарії (2):

«Лудогорець»: 2022, 2023
- Володар Кубка Болгарії (1):

«Лудогорець»: 2022–23
- Володар Кубка Тото (1):

«Маккабі» (Тель-Авів): 2024–25
- Чемпіон Ізраїлю (1):

«Маккабі» (Тель-Авів): 2024–25
| Дата       | Місто    | Господарі | Результат | Гості    | Турнір           | Голи | Примітки |
| ---------- | -------- | --------- | --------- | -------- | ---------------- | ---- | -------- |
| 11-6-2019  | Вараждин | Хорватія  | 1 – 2     | Туніс    | товариський матч | -2   |          |
| 19-11-2019 | Пула     | Хорватія  | 2 – 1     | Грузія   | товариський матч | -    | 46'      |
| 11-11-2020 | Стамбул  | Туреччина | 3 – 3     | Хорватія | товариський матч | -3   |          |
| Усього     |          | Матчів    | 3         |          | Голів            | -5   |          |